# Bouygues Telecom

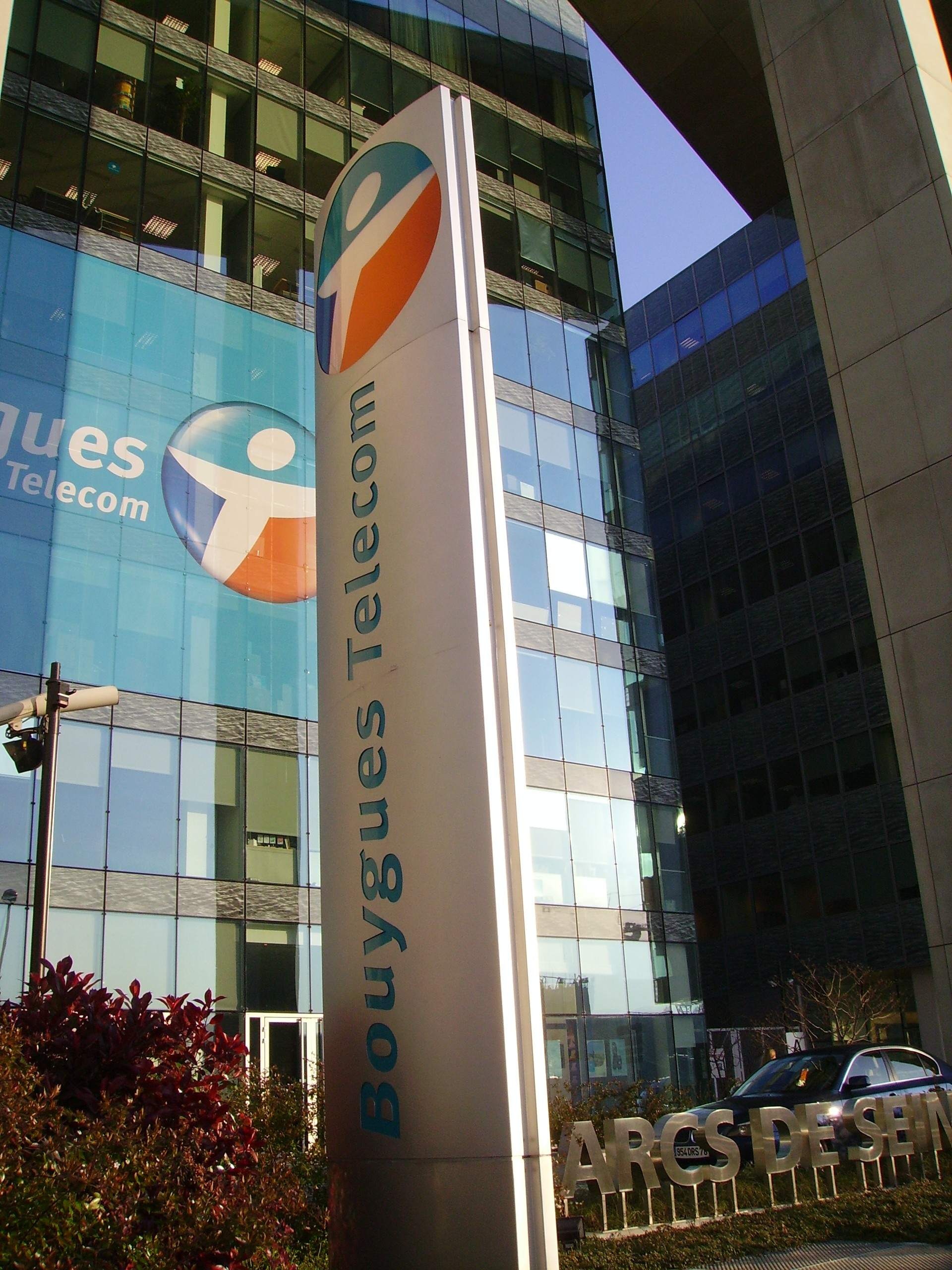
Sede da Bouygues Telecom em Boulogne-Billacourt, França

A Bouygues Télécom (AFI: [bujɡtelekɔm]) é uma companhia telefônica francesa, parte integrante do grupo Bouygues. Foi criada em 1994 e tem sede na fronteira de Paris e Issy les Moulineaux, perto do rio Sena.
Ela ficou muldialmente famosa por ser condenada a pagar 535 milhões de Euros por formar um cartel ilegal.[carece de fontes?]